# Realize (canción de Nami Tamaki)
«Realize» es el segundo sencillo lanzado por Nami Tamaki. Realize se utilizó como tema de apertura en el anime Mobile Suit Gundam Seed. En el vídeo musical para la canción, Tamaki baila con un grupo de personas frente a un gigante gimnasio en un parque.

## Canciones
1. «Realize»
Letra: BOUNCEBACK Música: Yasuo Otani
2. «Hot Summer Day»
Letra: mavie Música: Fredrik Hult, Ola Larsson, Aleena
3. «Ashita no Kimi» (明日の君)
Letra: Saeko Nishio Música: Tsukasa
4. «Realize» -Instrumental-

- Datos: Q3421649